# Jean-François Guérin
Pour les articles homonymes, voir Jean-François Guérin (homonymie) et Guérin.
Jean-François Guérin (né en 1968)  est un journaliste québécois. Il travaille pour Le Canal Nouvelles (LCN) et pour le réseau TVA, où il anime l'émission du matin de LCN.

## Biographie
Jean-François Guérin pratique le métier de journaliste depuis 17 années. Il a couvert les faits divers à TVA et LCN, de 1997 à 2007, en plus de participer de façon épisodique aux différentes émissions d'informations du réseau.
En juin 2007, TVA annonce que dès septembre, Jean-François remplacera Julie Couture à la barre de l'émission du matin de LCN.
Il a coanimé l'émission Qui a tué? sur le Réseau TVA, aux côtés du chroniqueur judiciaire Claude Poirier.[réf. nécessaire]
À partir du 4 octobre 2014, Jean-François Guérin animera maintenant la nouvelle émission J'ai une question, monsieur le maire avec le maire de Montréal, Denis Coderre.[réf. nécessaire]

## Sources
1. ↑  Bouchard, Dany, Jean-François Guérin passe à LCN le matin, Le Journal de Montréal, 19 juin 2007